# Maestru Emerit al Artei
Maestru Emerit al Artei este un titlu oficial acordat cuiva pentru activitate deosebit de meritorie în una dintre ramurile artei, respectiv o persoană care poartă acest titlu.
În România, în baza hotărârii Consiliului de Miniștri cu Nr. 902 din 8 august 1950, titlul a fost instituit prin Decretul nr. 203 din 28 septembrie 1950 pentru înființarea titlurilor ce se pot acorda oamenilor de știință, tehnicienilor și artiștilor, publicat în Buletinul Oficial nr. 83 din 28 septembrie 1950.
Titlurile înființate prin acest decret se acordau de către Prezidiul Marii Adunări Naționale, la propunerea Consiliului de Miniștri.
Între cei cărora li s-a acordat titlul de Maestru Emerit al Artei se numără și Mihail Andricu, Tiberiu Brediceanu, Sigismund Toduță, Matei Socor, Corneliu Baba, Alexandru Ciucurencu, Boris Caragea, Ion Irimescu, Ioan D. Chirescu, Theodor Pallady, Béla Gy. Szabó, Ludovic Feldman, Constantin Baraschi, Cecilia Cuțescu-Storck, Gheorghe Dumitrescu, Moni Ghelerter, Rudolf Schweitzer–Cumpăna.

## Laureați
| An   | Nume                      | Anul nașterii | Anul decesului | Ocupație                    | Motiv | Note   |
| ---- | ------------------------- | ------------- | -------------- | --------------------------- | --- | ------ |
| 1951 | Mihail Andricu            | 1894          | 1974           | Compozitor                  | – | [ 2 ]  |
| 1951 | Matei Socor               | 1908          | 1980           | Compozitor                  | – | [ 2 ]  |
| 1951 | Alfred Mendelsohn         | 1910          | 1966           | Compozitor                  | – | [ 2 ]  |
| 1951 | Constantin Silvestri      | 1913          | 1969           | Dirijor                     | – | [ 2 ]  |
| 1951 | Alexandru Finți           | 1910          | 1972           | Regizor                     | – | [ 2 ]  |
| 1951 | Constantin Baraschi       | 1902          | 1966           | Sculptor                    | – | [ 2 ]  |
| 1951 | Boris Caragea             | 1906          | 1982           | Sculptor                    | – | [ 2 ]  |
| 1952 | George Georgescu          | 1887          | 1964           | Dirijor                     | – | [ 3 ]  |
| 1952 | Tiberiu Brediceanu        | 1877          | 1968           | Compozitor                  | „pentru activitatea sa creatoare în domeniul culegerii și prelucrării cântecului popular” | [ 4 ]  |
| 1952 | Anton Romanovski          | 1882          | 1972           | Maestru de balet            | „pentru activitatea sa neobosită și meritele sale artistice în domeniul artei coreografice” | [ 5 ]  |
| 1953 | Sică Alexandrescu         | 1896          | 1973           | Regizor                     | „pentru merite deosebite, pentru realizări valoroase în artă și pentru activitate merituoasă” | [ 6 ]  |
| 1953 | Ion Șahighian             | 1897          | 1965           | Regizor                     | „pentru merite deosebite, pentru realizări valoroase în artă și pentru activitate merituoasă” | [ 6 ]  |
| 1953 | Sandu Eliad               | 1899          | 1979           | Regizor                     | „cu prilejul împlinirii a 5 ani de activitate publică a Ansamblului Artistic al Consiliului Central al Sindicatelor din Republica Populară Română”                                                                                        | [ 7 ]  |
| 1953 | Valeriu Mugur             |               |                | Regizor                     | „pentru merite deosebite, pentru realizări valoroase în artă și pentru activitate meritoasă” | [ 8 ]  |
| 1953 | Siegfried Wolfinger       | 1910          |                | Regizor și pictor scenograf | „pentru realizări valoroase și activitate rodnică în ramurile artistice” | [ 9 ]  |
| 1953 | Marieta Sadova            | 1897          | 1981           | Regizor                     | „pentru realizări valoroase și activitate rodnică în ramurile artistice” | [ 9 ]  |
| 1953 | Sabin Drăgoi              | 1894          | 1968           | Compozitor                  | „pentru realizări valoroase și activitate rodnică în ramurile artistice” | [ 9 ]  |
| 1953 | Egizio Massini            | 1894          | 1966           | Dirijor                     | „pentru realizări valoroase și activitate rodnică în ramurile artistice” | [ 9 ]  |
| 1953 | Teodor Rogalski           | 1901          | 1954           | Dirijor                     | „pentru realizări valoroase și activitate rodnică în ramurile artistice” | [ 9 ]  |
| 1954 | Miklós Tompa              | 1910          | 1996           | Regizor                     | „pentru merite deosebite în activitatea artistică” | [ 10 ] |
| 1954 | Alfred Alessandrescu      | 1893          | 1959           | Dirijor                     | „pentru merite deosebite în activitatea artistică” | [ 11 ] |
| 1954 | Corneliu Baba             | 1906          | 1997           | Pictor                      | „pentru merite excepționale în domeniul dezvoltării artei” | [ 12 ] |
| 1954 | Gavril Miklossy           | 1912          | 1998           | Pictor                      | „pentru merite excepționale în domeniul dezvoltării artei” | [ 12 ] |
| 1954 | Ion Irimescu              | 1903          | 2005           | Sculptor                    | „pentru merite excepționale în domeniul dezvoltării artei” | [ 12 ] |
| 1954 | Zeno Vancea               | 1900          | 1990           | Compozitor                  | „pentru merite excepționale în domeniul dezvoltării artei” | [ 12 ] |
| 1954 | Mihai Zirra               | 1907          | 1977           | Regizor                     | „pentru merite excepționale în domeniul dezvoltării artei” | [ 12 ] |
| 1954 | Ioan D. Chirescu          | 1889          | 1980           | Compozitor                  | „pentru merite excepționale în domeniul dezvoltării artei” | [ 12 ] |
| 1954 | Ion Dumitrescu            | 1913          | 1996           | Compozitor                  | „pentru merite excepționale în domeniul dezvoltării artei” | [ 12 ] |
| 1955 | Jean Bobescu              | 1890          | 1981           | Dirijor                     | „pentru merite deosebite în activitatea artistică” | [ 13 ] |
| 1955 | Paul Constantinescu       | 1909          | 1963           | Compozitor                  | „pentru merite deosebite în domeniul creației muzicale” | [ 14 ] |
| 1955 | Mihail Jora               | 1891          | 1971           | Compozitor                  | „pentru merite deosebite în domeniul creației muzicale” | [ 14 ] |
| 1956 | Theodor Pallady           | 1871          | 1956           | Pictor                      | „pentru merite deosebite în domeniul creației plastice” | [ 15 ] |
| 1956 | Ion Jalea                 | 1887          | 1983           | Sculptor                    | „pentru activitate îndelungată și realizări valoroase în domeniul creației plastice” | [ 16 ] |
| 1956 | Cornel Medrea             | 1888          | 1964           | Sculptor                    | „pentru activitate îndelungată și realizări valoroase în domeniul creației plastice” | [ 16 ] |
| 1956 | Alexandru Ciucurencu      | 1903          | 1977           | Pictor                      | „pentru activitate îndelungată și realizări valoroase în domeniul creației plastice” | [ 16 ] |
| 1957 | Nicolae Buicliu           | 1906          | 1974           | Compozitor                  | „pentru merite deosebite în activitatea artistică, pedagogică, precum și în munca din alte domenii ale culturii” | [ 17 ] |
| 1957 | Mony Ghelerter            | 1905          | 1979           | Regizor                     | „pentru merite deosebite în activitatea artistică, pedagogică, precum și în munca din alte domenii ale culturii” | [ 17 ] |
| 1957 | Gheorghe D. Anghel        | 1904          | 1966           | Sculptor                    | „pentru merite deosebite în activitatea artistică, pedagogică, precum și în munca din alte domenii ale culturii” | [ 17 ] |
| 1957 | Aurel Ciupe               | 1900          | 1988           | Pictor                      | „pentru merite deosebite în activitatea artistică, pedagogică, precum și în munca din alte domenii ale culturii” | [ 17 ] |
| 1957 | Cecilia Cuțescu-Storck    | 1879          | 1969           | Pictoriță                   | „pentru merite deosebite în activitatea artistică, pedagogică, precum și în munca din alte domenii ale culturii” | [ 17 ] |
| 1957 | Dumitru Ghiață            | 1888          | 1972           | Pictor                      | „pentru merite deosebite în activitatea artistică, pedagogică, precum și în munca din alte domenii ale culturii” | [ 17 ] |
| 1957 | Aurel Jiquidi             | 1896          | 1962           | Grafician                   | „pentru merite deosebite în activitatea artistică, pedagogică, precum și în munca din alte domenii ale culturii” | [ 17 ] |
| 1957 | Nicolae Mantu             | 1871          | 1957           | Pictor                      | „pentru merite deosebite în activitatea artistică, pedagogică, precum și în munca din alte domenii ale culturii” | [ 17 ] |
| 1957 | Imre Nagy                 | 1893          | 1976           | Pictor                      | „pentru merite deosebite în activitatea artistică, pedagogică, precum și în munca din alte domenii ale culturii” | [ 17 ] |
| 1957 | Rudolf Schweitzer-Cumpăna | 1886          | 1975           | Pictor                      | „pentru merite deosebite în activitatea artistică, pedagogică, precum și în munca din alte domenii ale culturii” | [ 17 ] |
| 1957 | Béla Gy. Szabó            | 1905          | 1985           | Grafician                   | „pentru merite deosebite în activitatea artistică, pedagogică, precum și în munca din alte domenii ale culturii” | [ 17 ] |
| 1957 | Gheza Vida                | 1913          | 1980           | Sculptor                    | „pentru merite deosebite în activitatea artistică, pedagogică, precum și în munca din alte domenii ale culturii” | [ 17 ] |
| 1957 | Sándor Ziffer             | 1880          | 1962           | Pictor                      | „pentru merite deosebite în activitatea artistică, pedagogică, precum și în munca din alte domenii ale culturii” | [ 17 ] |
| 1957 | Gheorghe Dumitrescu       | 1914          | 1996           | Compozitor                  | „pentru contribuția deosebită în ridicarea calității muzicale a Ansamblului de cîntece și dansuri al Forțelor Armate ale Republicii Populare Romîne, pentru crearea operei «Ioan Vodă cel Cumplit» și a oratoriului «Tudor Vladimirescu»” | [ 18 ] |
| 1957 | Marțian Negrea            | 1893          | 1973           | Compozitor                  | „pentru merite deosebite în activitatea cultural-artistică” | [ 19 ] |
| 1957 | Ludovic Feldman           | 1893          | 1987           | Compozitor                  | „pentru merite deosebite în activitatea cultural-artistică” | [ 19 ] |
| 1957 | Sigismund Toduță          | 1908          | 1991           | Compozitor                  | „pentru merite deosebite în activitatea cultural-artistică” | [ 19 ] |
| 1957 | Ion Vasilescu             | 1903          | 1960           | Compozitor                  | „pentru merite deosebite în activitatea cultural-artistică” | [ 19 ] |
| 1957 | Leon Klepper              | 1900          | 1991           | Compozitor                  | „pentru merite deosebite în activitatea cultural-artistică” | [ 19 ] |
| 1958 | Dimitrie Gh. Dinicu       | 1898          | 1964           | Violoncelist                | „pentru merite deosebite” | [ 20 ] |
| 1961 | Marius Bunescu            | 1881          | 1971           | Pictor                      | „pentru activitate îndelungată și merite deosebite în creația plastică și în muzeografie” | [ 21 ] |
| 1962 | Alexandru Brătășanu       | 1901          | 1972           | Pictor scenograf            | „pentru activitate deosebită în domeniul artistic” | [ 22 ] |
| 1962 | Henri Catargi             | 1894          | 1976           | Pictor                      | „pentru activitate deosebită în domeniul artistic” | [ 22 ] |
| 1962 | Gherase Dendrino          | 1901          | 1973           | Compozitor                  | „pentru activitate deosebită în domeniul artistic” | [ 22 ] |
| 1962 | Lucian Grigorescu         | 1894          | 1965           | Pictor                      | „pentru activitate deosebită în domeniul artistic” | [ 22 ] |
| 1962 | Jules Perahim             | 1914          | 2008           | Pictor grafician            | „pentru activitate deosebită în domeniul artistic” | [ 22 ] |
| 1963 | Antonin Ciolan            | 1883          | 1970           | Dirijor                     | „pentru activitate îndelungată și merite deosebite în domeniul muzicii și al învățământului superior artistic” | [ 23 ] |
| 1964 | Nicușor Constantinescu    | 1920          | 1972           | Regizor                     | „pentru merite deosebite în activitatea desfășurată in domeniul teatrului, muzicii și artelor plastice” | [ 24 ] |
| 1964 | Stelian Dinu              | 1912          | 1997           | Dirijor                     | „pentru merite deosebite în activitatea desfășurată in domeniul teatrului, muzicii și artelor plastice” | [ 24 ] |
| 1964 | Zoltán Kovács             | 1913          | 1999           | Pictor                      | „pentru merite deosebite în activitatea desfășurată in domeniul teatrului, muzicii și artelor plastice” | [ 24 ] |
| 1964 | Iosif Ross                | 1899          | 1976           | Grafician                   | „pentru merite deosebite în activitatea desfășurată in domeniul teatrului, muzicii și artelor plastice” | [ 24 ] |
| 1964 | Ștefan Szönyi             | 1913          | 1967           | Pictor                      | „pentru merite deosebite în activitatea desfășurată in domeniul teatrului, muzicii și artelor plastice” | [ 24 ] |
| 1964 | Mircea Basarab            | 1921          | 1995           | Dirijor                     | „pentru merite deosebite în activitatea desfășurată în domeniul teatrului, muzicii, artelor plastice și cinematografiei” | [ 25 ] |
| 1964 | Dumitru Botez             | 1904          | 1988           | Dirijor                     | „pentru merite deosebite în activitatea desfășurată în domeniul teatrului, muzicii, artelor plastice și cinematografiei” | [ 25 ] |
| 1964 | Tudor Ciortea             | 1903          | 1982           | Compozitor                  | „pentru merite deosebite în activitatea desfășurată în domeniul teatrului, muzicii, artelor plastice și cinematografiei” | [ 25 ] |
| 1964 | Ștefan Constantinescu     | 1898          | 1983           | Pictor                      | „pentru merite deosebite în activitatea desfășurată în domeniul teatrului, muzicii, artelor plastice și cinematografiei” | [ 25 ] |
| 1964 | Paul Erdös                | 1916          | 1987           | Grafician                   | „pentru merite deosebite în activitatea desfășurată în domeniul teatrului, muzicii, artelor plastice și cinematografiei” | [ 25 ] |
| 1964 | Oscar Han                 | 1891          | 1976           | Sculptor                    | „pentru merite deosebite în activitatea desfășurată în domeniul teatrului, muzicii, artelor plastice și cinematografiei” | [ 25 ] |
| 1964 | Romulus Ladea             | 1901          | 1970           | Sculptor                    | „pentru merite deosebite în activitatea desfășurată în domeniul teatrului, muzicii, artelor plastice și cinematografiei” | [ 25 ] |
| 1964 | Jean Rânzescu             | 1909          | 1996           | Regizor                     | „pentru merite deosebite în activitatea desfășurată în domeniul teatrului, muzicii, artelor plastice și cinematografiei” | [ 25 ] |
| 1964 | Nicu Stănescu             | 1903          | 1971           | Dirijor                     | „pentru merite deosebite în activitatea desfășurată în domeniul teatrului, muzicii, artelor plastice și cinematografiei” | [ 25 ] |
| 1965 | Max Herman Maxy           | 1895          | 1971           | Pictor                      | „pentru activitate îndelungată și merite deosebite în domeniul creației plastice” | [ 26 ] |
| 1967 | Gheorghe Baciu            | 1923          | 2004           | Maestru de dansuri          | „pentru merite deosebite în domeniul creației coregrafice și în activitatea cultural-artistică” | [ 27 ] |
| 1967 | Floria Capsali-Dumitrescu | 1900          | 1982           | Coregrafă                   | „pentru merite deosebite în activitatea artistică” | [ 28 ] |
| 1967 | Viorel Doboș              | 1917          | 1985           | Compozitor și dirijor       | „pentru merite deosebite în domeniul creației și activitate artistică îndelungată” | [ 29 ] |

## Decrete de acordare a acestui titlu
- Decretul nr. 43 din 23 ianuarie 1953 al Prezidiului Marii Adunări Naționale a Republicii Populare Romîne, publicat în Buletinul Oficial nr. 3 din 26 ianuarie 1953. - 2 titluri
- Decretul nr. 108 din 21 februarie 1953 al Consiliului de Stat al Republicii Populare Romîne, pentru conferirea titlurilor de „Artist Emerit al Republicii Populare Romîne” si de „Maestru Emerit al Artei din Republica Populară Romînă”, publicat în Buletinul Oficial nr. 11 din 9 aprilie 1953. - 1 titlu
- Decretul nr. 26 din 15 februarie 1963 privind conferirea titlului de „Maestru Emerit al Artei din Republica Populară Romînă” dirijorului Ciolan Antonin, publicat în Buletinul Oficial nr. 6 din 26 februarie 1963. - 1 titlu
- Decretul nr. 3 din 13 ianuarie 1964 al Consiliului de Stat al Republicii Populare Romîne, pentru conferirea de titluri și ordine unor cadre artistice, publicat în Buletinul Oficial nr. 1 din 22 ianuarie 1964. - 5 titluri
- Decretul nr. 514 din 18 august 1964 al Consiliului de Stat al Republicii Populare Romîne, pentru conferirea de titluri unor cadre artistice, publicat în Buletinul Oficial nr. 12 din 27 august 1964. - 9 titluri
- Decretul nr. 392 din 27 aprilie 1967 al Consiliului de Stat al Republicii Socialiste România, privind conferirea de titluri unui ofițer și unor angajați civili din Ansamblul de cântece și dansuri al forțelor armate, publicat în Buletinul Oficial nr. 39 din 28 aprilie 1967. - 1 titlu
- Decretul nr. 1077 din 22 noiembrie 1967 al Consiliului de Stat al Republicii Socialiste România privind conferirea ordinului „Meritul Cultural” clasa I Ansamblului artistic al Uniunii Generale a Sindicatelor din România, precum și conferirea de ordine și medalii unor membri ai acestui ansamblu, publicat în Buletinul Oficial nr. 99 din 25 noiembrie 1967. - 1 titlu
- nr. 1122 din 19 decembrie 1967 al Consiliului de Stat al Republicii Socialiste România privind conferirea ordinului „Meritul Cultural” clasa I ansamblului de cîntece și dansuri „Ciocîrlia”, al Ministerului Afacerilor Interne, a titlului de „Maestru emerit al artei din Republica Socialistă România” directorului artistic al ansamblului, colonel Constantin-Viorel C. Doboș, precum și a ordinului „Meritul Cultural” și a medaliei „Meritul Cultural” unor membri ai acestui ansamblu, publicat în Buletinul Oficial nr. 109 din 22 decembrie 1967. - 1 titlu